# Xanthopimpla flavapropodea
Xanthopimpla flavapropodea (лат.) — вид перепончатокрылых наездников-ихневмонид рода Xanthopimpla из подсемейства Pimplinae (Ichneumonidae). Название flavapropodea дано по признаку жёлтой окраски проподеума.

## Распространение
Вьетнам (в провинциях Bac Can и Bac Giang на северо-востоке страны и в провинции Nghe An в центральной части).

## Описание
Среднего размера перепончатокрылые насекомые. Основная окраска жёлтая с небольшими чёрными пятнами. Длина тела 14,7 мм, переднего крыла 13 мм. Среднеспинка с чёрными отметинами на задних 0.7, латеральная черная отметина сзади почти сливается с чёрной отметиной впереди щитика; проподеум полностью жёлтый, area superomedia значительно шире своей длины; 3-5-й тергиты густо, грубо пунктированы; яйцеклад на конце загнут вниз, ножны яйцеклада примерно в 0,8 раза длиннее задней голени. . Предположительно, как и близкие виды паразитирует на гусеницах и куколках бабочек (Lepidoptera). Вид был впервые описан в 2011 году энтомологами из Вьетнама (Nhi Thi Pham; Institute of Ecology and Biological Resources, 18 Hoang Quoc Viet, Ханой, Вьетнам), Великобритании (Gavin R. Broad; Department of Entomology, Natural History Museum, Лондон, Великобритания), Японии (Rikio Matsumoto; Osaka Museum of Natural History, Осака, Япония) и Германии (Wolfgang J. Wägele; Zoological Reasearch Museum Alexander Koenig, Бонн, Германия). Xanthopimpla flavapropodea сходен с видом Xanthopimpla brachyparea Krieger, отличаясь от последнего по более широкой площади superomedia (длина в 0,45 раза больше ширины против 0,8x), немного более длинному яйцекладу (0,8-0,86x задней голени против 0,5-0,75x), более длинным латеральным чёрным отметинам на мезоскутуме и полностью жёлтым проподеумом.